# Шенереј (Горња Лоара)
Шенереј (фр. Chenereilles) насеље је и општина у централној Француској у региону Оверња, у департману Горња Лоара која припада префектури Исенжо.
По подацима из 2011. године у општини је живело 312 становника, а густина насељености је износила 21,64 становника/km². Општина се простире на површини од 14,42 km². Налази се на средњој надморској висини од 850 метара (максималној 956 m, а минималној 806 m).

## Демографија
| 1962. | 1968. | 1975. | 1982. | 1990. | 1999. | 2011. |
| ----- | ----- | ----- | ----- | ----- | ----- | ----- |
| 232   | 298   | 231   | 220   | 217   | 242   | 312   |

График промене броја становника у току последњих година